# 小山町歌
「小山町歌」（おやまちょうか）は、静岡県駿東郡小山町が制定した町歌である。作詞・作曲は秋田悦夫。

## 解説
小山町では2012年（平成24年）に町制100周年を記念して「小山町賛歌 〜ふるさとの風〜」を作成していたが、2022年（令和4年）の町制110周年を機に恒常的な町歌を制定する方針を発表し、同年10月に町役場内で町歌制定委員会を設置した。
全国から64篇の応募があり、町内でクリーニング店を経営する秋田悦夫の応募作が作詞・作曲の両部門とも入選採用される。入選者は10年前に選定された「小山町賛歌」の作者でもあり、静岡新聞の取材に対し「心を一つにする一つの道具として、元気のもととして皆さんに歌ってもらいたい」とコメントしている。
入選作の決定後、小山町議会に町歌制定に関する条例案が提出され、2023年（令和5年）6月に可決・成立した。初演奏は同年8月1日の町制111周年記念式典で行われ、地元出身のソプラノ歌手・長田真澄が式典の来場者を前に歌唱を披露した。